# Cetotherium
Cetotherium is een geslacht van uitgestorven walvisachtigen. Het was een van de eerste baleinwalvissen tijdens het Mioceen-Plioceen.

## Beschrijving
Cetotherium was vier tot zes meter lang en woog ongeveer drie ton. Hij moest waarschijnlijk erg geleken hebben op de hedendaagse grijze walvis.

## Voedingspatroon
Cetotherium was een van de eerste walvissen die probeerde over te stappen van vis naar plankton. Door zijn voedingspatroon zou Cetotherium heel dicht aan de oppervlakte van de oceaan gebleven zijn, waar zijn belangrijkste voedingsbron te vinden was. Daarnaast was hij ook zelf een prooidier, hij werd namelijk bejaagd door Megalodon en Livyatan.

## Taxonomie
De familie Cetotheriidae en het geslacht Cetotherium (sensu lato) zijn gebruikt als prullenbaktaxon voor allerlei baleinwalvissen, met name door Brandt 1873, Spassky (1954) en Mčedlidze 1970. Op basis van recentere fylogenetische onderzoeken en herzieningen van veel 19e-eeuwse geslachten is de veel kleinere monofyletische Cetotheriidae en Cetotherium sensu stricto beperkt tot één of slechts enkele soorten. Gol'din, Startsev & Krakhmalnaya 2013 namen bijvoorbeeld alleen Cetotherium rathkii en Cetotherium riabinini op in het geslacht en slechts tien geslachten in de familie.
Men dacht dat Cetotheriidae uitgestorven waren tijdens het Plioceen tot 2012, toen werd verondersteld dat de dwergvinvis de enige overlevende soort van deze familie was.
Het geslacht bestaat uit meerdere soorten:
- C. crassangulum
- C. polyporum
- C. rathkii
- C. riabinini

### Voorheen toegewezen aanCetotherium
De volgende soorten werden oorspronkelijk beschreven als nominale soorten van Cetotherium maar zijn ofwel opnieuw toegewezen aan andere geslachten of verwijderd uit Cetotherium:
- Cetotherium furlongi Kellogg, 1925, is bekend van een gedeeltelijke schedel uit het Burdigalien van de Vaquerosformatie in Californië, maar het holotype is verloren gegaan.
- Cetotherium gastaldii Strobel, 1875, bekend van de Sabbie d'Astiformatie uit het Vroeg-Plioceen in de regio Piemonte in Italië, is nu de typesoort van het geslacht Eschrichtioides.
- Cetotherium klinderi Brandt, 1871, is bekend van een afzonderlijk oorbeen uit sedimenten uit het Mioceen van Chişinău, Moldavië. Hoewel fragmentarisch, is het niet verwant aan de twee soorten Cetotherium.
- Cetotherium maicopicum Spasski, 1951, gebaseerd op een exemplaar uit het Laat-Mioceen van de Russische Kaukasus, werd in 2012 opnieuw toegewezen aan het geslacht Kurdalagonus uit dezelfde regio, hoewel Gol'din en Startsev (2016) deze verwijzing in twijfel trokken.
- Cetotherium mayeri Brandt, 1871, bekend van een gedeeltelijk skelet, is opnieuw toegewezen aan Mithridatocetus.
- Cetotherium incertum Brandt, 1873, bekend van een wervel, en Ziphius priscus Eichwald, 1840 zijn nomina dubia, terwijl Cetotherium pusillum Nordmann, 1860 opnieuw beoordeeld moet worden.

## Evolutie
Cetotheren ontstonden tijdens het Oligoceen. De cetotheren zijn onderverdeeld in twee subgroepen. Tot de ene groep behoort Cetotherium. Evolutionair gezien delen deze walvissen enkele kenmerken van de Balaenopteridae en Eschrichtiidae.  

## Paleobiologie
Fossielen hebben een roofdier-prooi-relatie aangetoond tussen grote haaien (bijv. megalodon) en cetotheriiden. De roofzuchtige tandwalvis Livyatan melvillei vormde mogelijk ook een bedreiging voor deze walvissen.